# 順州 (西魏)
顺州，西魏设置的州。
西魏废帝元钦三年（553年）改冀州置顺州，治所在厉城县（今湖北省随州市北一百里）。下辖南阳郡厉城县、顺义县，淮南郡安化县。北周辖境相当今湖北随州市北部地区。隋炀帝大业元年（605年）废顺州，地入隋州。 